# Колдау (Бистрица-Насауд)
Колдау (рум. Coldău) насеље је у Румунији у округу Бистрица-Насауд у општини Бекљан. Oпштина се налази на надморској висини од 269 m.

## Становништво
Према подацима из 2002. године у насељу је живело 725 становника.

### Попис2002.
| Расподела становништва по националности 2002.‍ | Расподела становништва по националности 2002.‍ | Расподела становништва по националности 2002.‍ | Расподела становништва по националности 2002.‍ | Расподела становништва по националности 2002.‍ |
| --------------------------------------------- | --------------------------------------------- | --------------------------------------------- | --------------------------------------------- | --------------------------------------------- |
|                                               |                                               |                                               |                                               |                                               |
| Румуни                                        | Румуни                                        |                                               | 355                                           | 49,0%                                         |
| Мађари                                        | Мађари                                        |                                               | 369                                           | 51,0%                                         |